# Le Nubien
Le Nubien ("Il nubiano") è una scultura di Charles Cordier, realizzata nel 1848 e della quale esistono più versioni. Rappresenta il busto di un giovane proveniente dall'Africa subsahariana, più precisamente dalla Nubia. Il modello dell'artista per questa scultura era Seïd Enkess.

## Storia

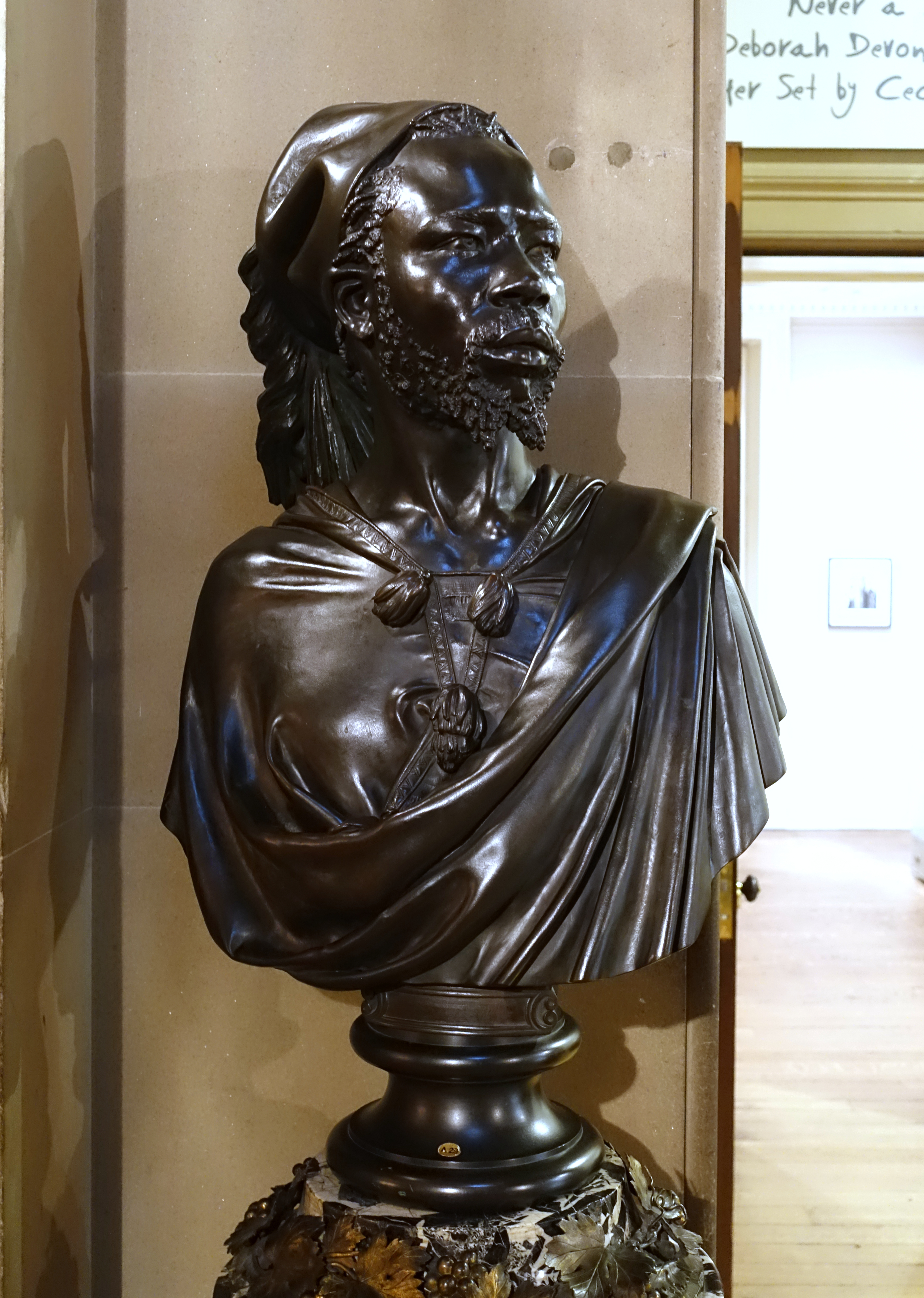
Una versione nella Chatsworth House nel Derbyshire, in Regno Unito.

Nel 1847, Charles Cordier conobbe Seïd Enkess, detto Saïd Abdallah, un ex-schiavo sudanese liberato che posava come modello in vari studi parigini, in particolare quello di François Rude (1784-1855), il suo maestro. Fortemente colpito dalla sua beltà, scolpì un busto in gesso del modello in quindici giorni e lo espose qualche mese dopo al Salone degli artisti francesi con il titolo Saïd Abdallah, della tribù di Mayac, regno di Darfur. Vennero realizzate varie versioni di questo busto, inclusa una presentata prima a Parigi e poi a Londra durante l'esposizione internazionale del 1851. Questa versione affascinò Auguste Duméril, che ammirò il "negro del signor Cordier", e venne acquistata dalla regina Vittoria.
Il 1848 era l'anno dell'abolizione dello schiavismo nelle colonie francesi. Il giovane scultore era sensibile alle tesi abolizioniste ed era curioso della diversità del mondo che si apriva a lui, ma che era molto poco conosciuto. Quella era l'epoca della scoperta del mondo e dello sviluppo degli imperi coloniali. Gli esploratori europei penetravano sempre più dentro l'Africa e si leggevano i loro diari di viaggio.
In questo contesto, i musei si interessavano ai ritratti esotici. Lo stato francese acquistò una versione del busto di Saïd Abdallah e il suo pendant La Nubienne per la sala d'antropologia del giardino delle piante di Parigi, dove nel 1852 si creò una "galleria dei tipi umani principali", su richiesta di André Marie Constant Duméril ed Étienne Renaud Augustin Serres (1786-1868, direttore del laboratorio d’anatomia). Nel 1858, queste due opere entrarono nelle collezioni del museo d'arte moderna André Malraux di Le Havre, in seguito alla mostra organizzata dalla Società degli amici delle arti.

## Descrizione
(Charles Cordier)
L'opera raffigura Seïd Enkess mentre gira leggermente la testa verso la propria sinistra. Egli ha una barba corta e riccioluta, indossa un velo che copre i suoi capelli e ha un vestito tradizionale drappeggiato. Enkess proveniva da Mayac, un luogo dell'Africa subsahariana non meglio identificato, e aveva vissuto nella regione di Darfur, nell'odierno Sudan. Tuttavia, quando la versione in bronzo dell'opera venne esposta a Parigi nel 1851, luoghi come Mayac o Darfur erano troppo sconosciuti per il pubblico francese, pertanto l'opera venne rinominata Nègre de Tombouctou ("Negro di Timbuctù", una celebre città antica che si trova in Mali, e non in Sudan). Il successo di questo busto consentì all'artista di realizzarne altri che ritraevano dei soggetti africani.